# 済州特別自治道自治警察団

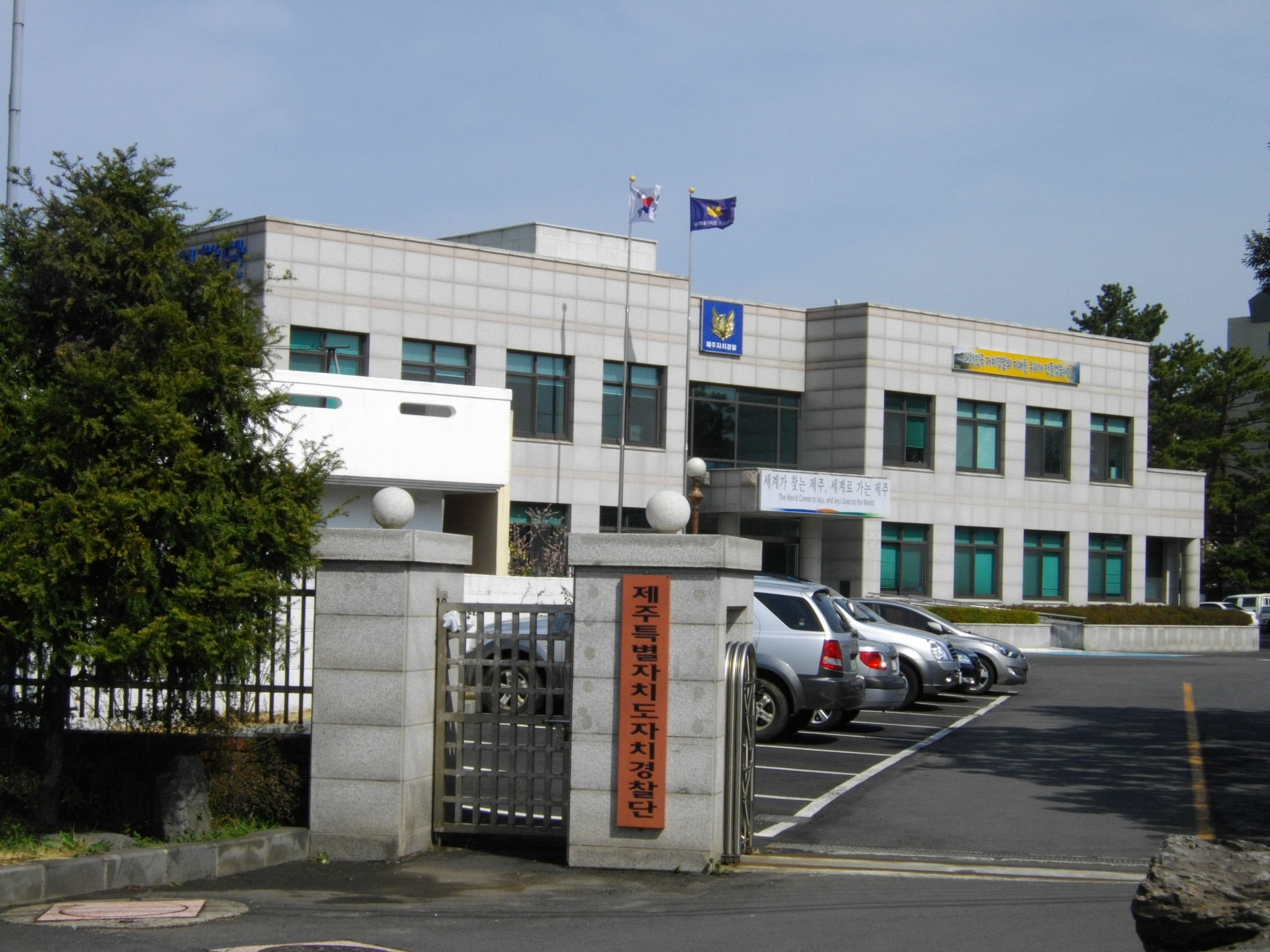
済州特別自治道自治警察団本部

済州特別自治道自治警察団（チェジュとくべつじちどうじちけいさつだん、朝鮮語: 제주특별자치도 자치경찰단）は、2006年7月1日に設立された大韓民国済州特別自治道の自治体警察。
警察団長は自治警務官で、本部の住所は済州市我羅2洞1371-2である。

## 概要
済州道の特別自治道制の移行により誕生した。当時、済州特別自治道には自治警察団の他に韓国警察庁の地方機関である「済州地方警察庁」が設置されており、道内には指揮系統を異にする警察機関が並存している。主要な警察業務の管轄権は国家警察に残されており自治警察制への移行は見せかけであるという批判がある。
その後、地方警察庁は2021年1月の自治警察制移行により「済州特別自治道警察庁」と改称したが、引き続き本自治警察団との並存状態が続いている。

## 歴史
- 2006年7月1日:自治警察団創設。
- 2006年12月27日:国家警察（韓国警察庁）との間で業務協約締結。
- 2007年2月23日:新庁舎に移転。

## 組織
- 自治警察団長（自治警務官）
  - 警察政策官（自治総警が任じられる）
  - 捜査課（課長は自治警正）
  - 交通生活安全課（課長は自治警正）
  - 観光警察課（課長は自治警正または自治警監）
  - 西帰浦地域警察隊（隊長は自治警正）
  - 交通情報センター（センター長は自治警正または地方放送通信事務官）

## 職員
韓国の警察官は通常国家公務員であるが、この済州自治警察団に限っては地方公務員とされており、警察の各階級に「自治」の名称を冠している。
服制も一般の警察官とは意匠を異にする制服を採用している。
- 自治警務官（本部長　地方警察庁長の治安正監と同等）
- 自治総警（警視正に相当）
- 自治警正（警視に相当）
- 自治警監（警部に相当）
- 自治警衛（警部補に相当）
- 自治警査（巡査部長に相当）
- 自治警長（巡査長に相当）
- 自治巡警（巡査に相当）

## 車両

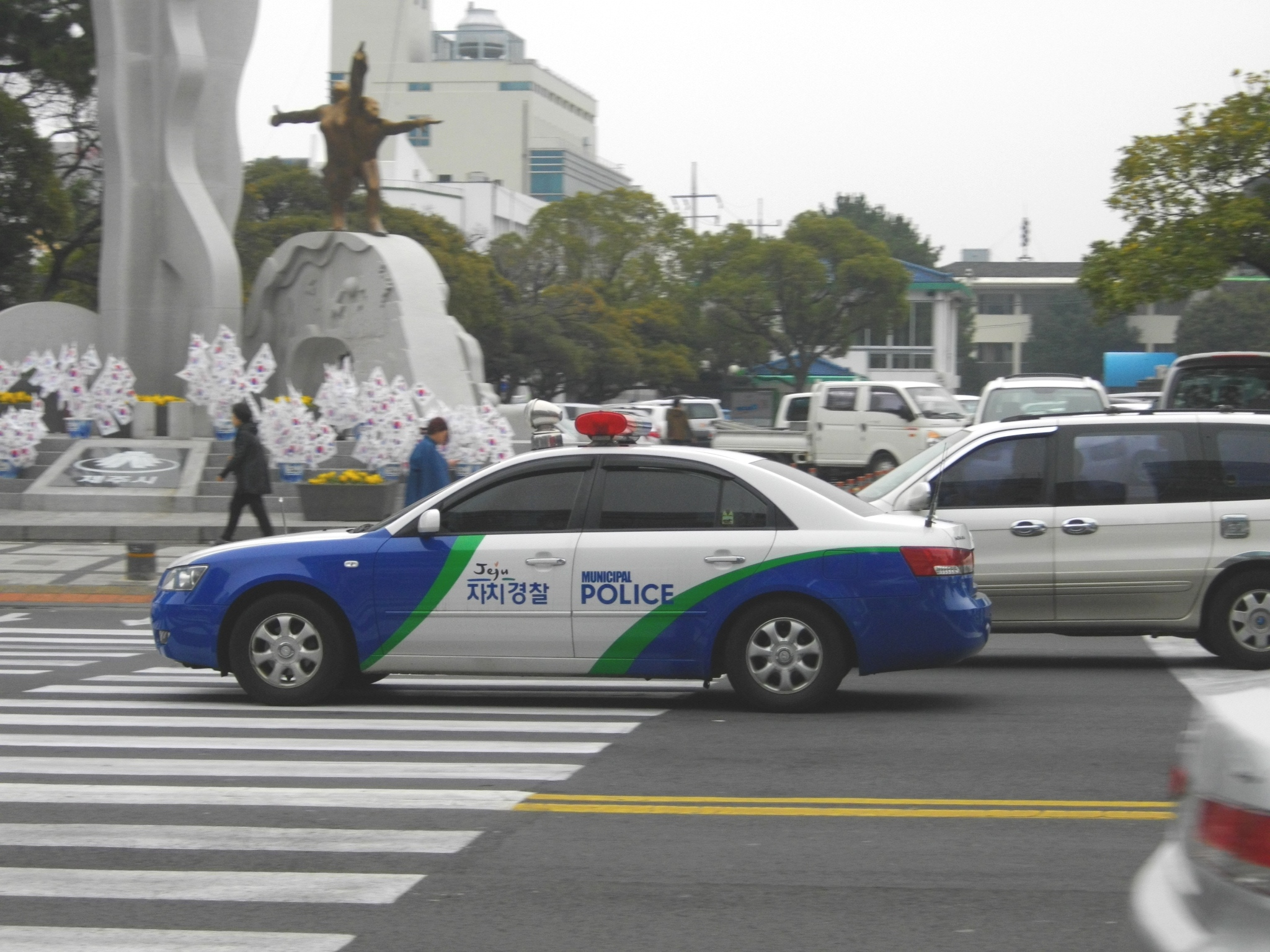
自治警察団の車両。車体に「자치경찰（自治警察）」「MUNICIPAL POLICE」と表記している。
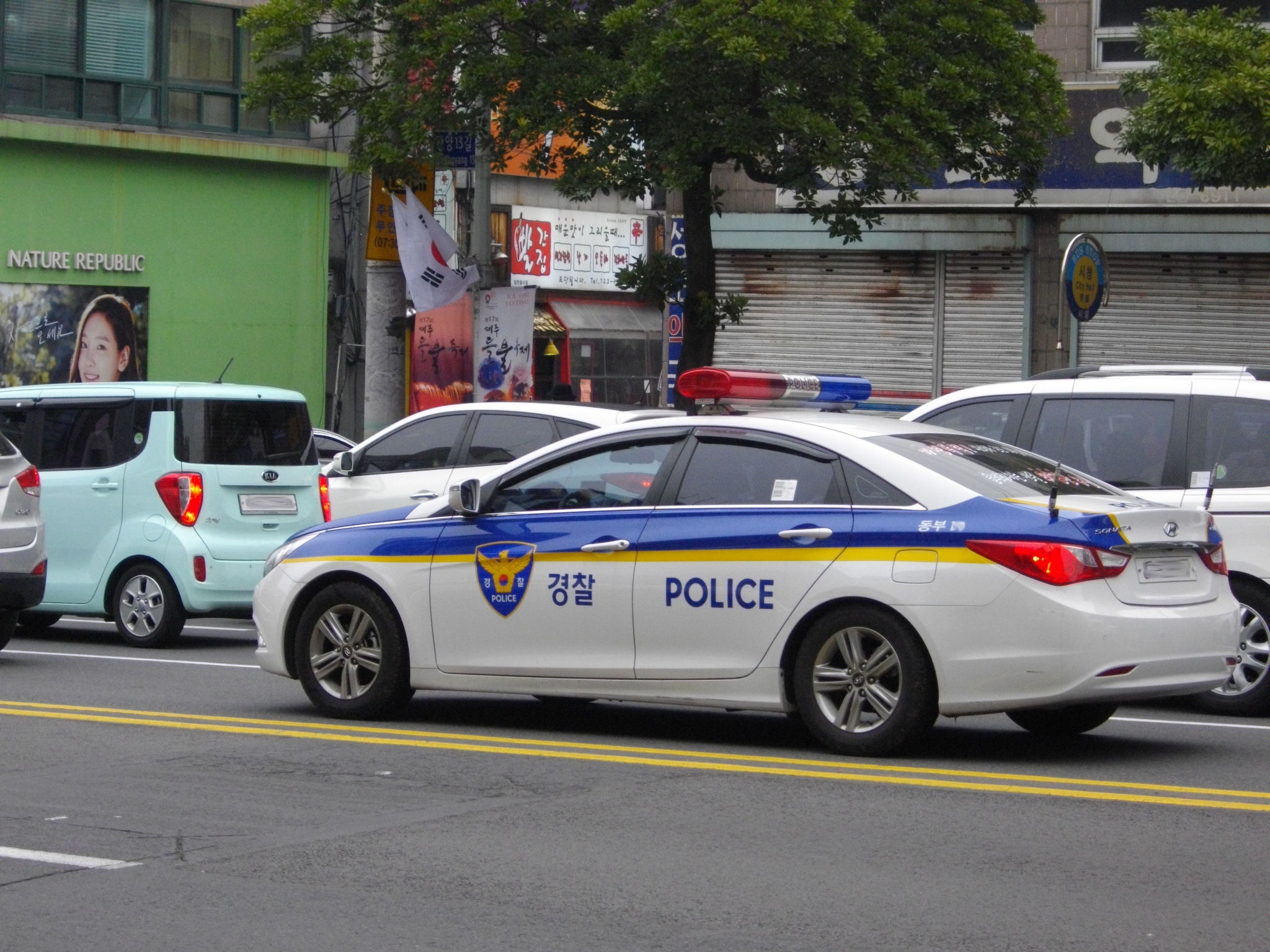
済州地方警察庁（当時）の車両。韓国警察車両の一般的な配色で「경찰（警察）」「POLICE」と記されている。